# William Monahan
William Monahan (né le 3 novembre 1960 à Boston) est un scénariste et écrivain américain, anciennement journaliste. Il est l'auteur des scénarios de Kingdom of Heaven (2005), Les Infiltrés (2006) et Mensonges d'État (2008).
Il a un diplôme de Lettres de l'université du Massachusetts et était déjà écrivain professionnel à la fin de ses études. Il était aussi musicien a Northampton, dans le Massachusetts. Il déménagea à New York pour entrer dans une carrière de journaliste, écrivain et critique. Il écrivit plusieurs pièces satiriques pour le New York Press, quelques articles pour le New York Post et il apporta sa contribution dans certains magazines, tels que Talk, Maxim, et Bookforum. Il fut aussi éditeur du journal Spy. En 1997, il obtint le prix Pushcart pour l'une de ses nouvelles publiées. Après l'échec de Spy, William Monahan concentra son écriture vers le cinéma et publia Light House: A Trifle, un roman qui fut loue par la critique et qui lui ouvrit les portes du cinéma quand, en 1998, les studios Warner Bros. lui achetèrent les droits de son histoire et le chargèrent de l'adapter en scénario pour le réalisateur Gore Verbinski.
En 2001, la 20th Century Fox acheta son nouveau scénario, intitulé Tripoli et que Ridley Scott (qui devint par la suite son principal collaborateur) devait réaliser. Ce film est resté à l'état de projet. Il tient au cœur du réalisateur et du scénariste qui ne désespèrent pas de le tourner un jour.
Après cela, Monahan a travaillé avec Martin Scorsese et Steven Spielberg, entre autres réalisateurs. Son premier scénario, Kingdom of Heaven, fut porté a l'écran par la réalisation de Ridley Scott et sortit au cinéma en 2006. Son deuxième scénario adapté fut celui du film Les Infiltrés. Il obtint pour son travail un prix de la WGA award et un Oscar du cinéma dans la catégorie Meilleur scénario adapte.
Il travailla sur un second film pour Ridley Scott, puisqu'il est l'auteur du scénario de Mensonges d'État.
Monahan est à la tête d'une entreprise appelée Henceforth. Il est marié et a deux enfants.

## Années de jeunesse
Monahan a grandi dans un univers littéraire très présent et a développé très tôt un intérêt particulier pour la littérature élisabéthaine. Il se souvient comment il a commencé à s'intéresser aux films, à l'âge de sept ans, quand il a compris qu'il y avait un scénariste derrière l'histoire de Lawrence d'Arabie. Il écrivit son premier scénario à l'âge de douze ans.
À la fin des années 1980, William Monahan jouait de la guitare avec the Slags, un groupe qui jouait à Northampton et dans ses environs. Au début des années 1990, il a écrit des chansons et a joué dans un autre groupe appelé Foam.

### Écrivain et éditeur
Son plus ancien texte publié à ce jour, une histoire courte intitulée "At the Village Hall", parut en 1991 dans un journal de Northampton appelé Perkins Press. Deux ans plus tard, une nouvelle qui devint plus tard le roman Light House: A Trifle parut sous forme de feuilleton dans le magazine littéraire Old Crow Review de Amherst, dans le Massachusetts.
Dans les années 90, Monahan devint journaliste et éditeur dans la ville de New York, composant des essais et de courtes fictions pour l'édition hebdomadaire du New York Press, où le regard éditorial était particulièrement permissif comparé à la plupart des autres journaux. Pour commencer, les lettres de réaction des lecteurs furent favorables à ses textes. Cependant, en 1995, il fut régulièrement controversé et les courriers des lecteurs devinrent très partagés : on trouve un bon exemple de leurs réactions à travers les lettres qui furent écrites à la suite de ses essais : The Angel Factory, Heroin, et Dr. Rosenthal, I Presume. Il rédigea un article-couverture intitulé « Ceci n'est pas une bombe », dans lequel il développait la théorie érudite et très personnelle sur l'interprétation du livre d'Alton Chase, Harvard and the Unabomber,. Dans un autre essai, Monahan exprima que les écrivains de presse n'étaient pas des reporters dans le sens traditionnel du terme : « Nous sommes tous des sortes d'essayistes, en réalité ».
En outre de son travail à la pige pour le New York Press, Monahan a aussi travaillé comme critique littéraire pour le New York Post et a écrit pour un magazine masculin nomme Maxim.
Monahan avait déjà gagné une certaine reconnaissance publique pour sa nouvelle, A Relation of Various Accidents Observable in Some Animals Included in Vacuo. Elle fut nommée par la Old Crow Review et reçut, en 1997, le Pushcart Prize. L'année suivante, on retrouvait dans la nouvelle édition du Pushcart, sa courte histoire publiée dans Perkins Press, "At the Village Hall". Cette nouvelle histoire fut aussi nommée par Old Crow Review, et obtint une mention spéciale,. William Monahan fut très tôt un utilisateur inconditionnel de l'internet, c'est pourquoi il participa souvent à des discussions sur le site Echo, une communauté virtuelle new-yorkaise bien connue,,.
Light House: A Trifle fut publié en 2000, avec le plébiscite des critiques. Le texte fait intentionnellement référence aux romans satiriques de Thomas Love Peacock, un auteur britannique du début du XIXe, et raconte l'histoire d'un artiste nommé Tim Picasso qui se heurte à un baron de la drogue et cherche refuge dans une auberge de Nouvelle-Angleterre.
Bien que devenu romancier et écrivain pour la WGA, Monahan a continué à travailler comme journaliste, notamment pour le compte du New York Press, et du magazine Talk (numéro d'août 1999),. La dernière participation de William Monahan dans le NYPress en tant qu'auteur périodique fut sa série comique intitulée Dining Late with Claude La Badarian, publiée sur treize semaines sous le pseudonyme de Claude La Badarian, un critique gastronomique imaginaire. Ces histoires courtes font référence, de manière satirique, à son premier roman et à sa carrière littéraire. À la fin de la série, Monahan and Bruno Maddox se réunirent pour une tournée commune qui fut interrompue à la suite des attentats du 11 septembre. Peu après, il vendit son scénario Tripoli à la 20th Century Fox et rencontra Ridley Scott pour travailler sur le projet. Monahan a continué d'éditer pour le compte du magazine Details et d'écrire des critiques de livres pour Bookforum, mais il s'investit dès lors davantage dans l'écriture pour le cinéma.

## Scénariste
"Je voulais être un homme de lettres à la manière d'autrefois, ainsi dans la vingtaine je me suis surtout préparé et très soigneusement pour un travail qui n'existe plus à présent; il vous est possible de trouver un homme de lettres en Syrie ou dans la Corne de l'Afrique, mais vous pourriez travailler toute une année à Manhattan ou à Londres avec des chiens et sans jamais en voir un seul. Anthony Burgess est mort, Gore Vidal est le dernier lion, et en tout cas les belles-lettres ne sont plus ce qu'elles étaient. De toute façon, maintenant je fais des films. Juste avant que ça n'arrive, j'ai pensé « Parmi toutes les choses que tu peux faire ou que tu penses pouvoir faire, choisis-en une et met-y. » (citation de Goethe?) « Ce que j'ai choisi fut d'être scénariste. »[réf. nécessaire]
Monahan est devenu un scénariste sur le marché à l'âge de 36 ans quand la Warner Bros. a acheté les droits d'adaptation de son roman Light House: A Trifle — alors toujours en manuscrit — et l'a contacté pour qu'il en fasse lui-même un scénario. Gore Verbinski fut choisi pour le réaliser. 
Tout en travaillant pour le journal Spy, William Monahan partageait son temps entre Manhattan et le Massachusetts où il travaillait ses textes; c'est dans cette période qu'il décida de recourir à un agent pour faire la promotion de son Tripoli.
En 2001, le scénario de Tripoli fut acheté par la 20th Century Fox, et devait être produit par Mark Gordon. Cette épopée suit de près la campagne de William Eaton contre Yusuf Karamanli dit Yusuf Bashaw pour restaurer l'héritier légitime alors exilé, Hamet Karamanli qui était le propre frère de Yusuf. L'histoire a pour enjeu le royaume qui s'étendait sur l'actuelle Libye et met notamment en scène un mercenaire français nomme Joubert. Ridley Scott signa pour le réaliser. Lors de la rencontre entre le scénariste et le réalisateur au sujet de Tripoli, Scott lui fit part de son désir de faire un film qui parlerait de chevaliers. Monahan lui suggéra comme décor la chute du Royaume de Jérusalem, et Ridley Scott lui demanda d'écrire un scénario original. Ce fut l'origine de Kingdom of Heaven, produit par la 20th Century Fox.
Avant le début de la production de Kingdom of Heaven en janvier 2004, Monahan fut embauché pour écrire plusieurs scénarios de films à gros budget, notamment en 2002 pour Jurassic Park IV, au compte des studios Universal Pictures. Columbia Pictures fit aussi appel à ses talents pour adapter le manuscrit du journaliste Doug Stanton qui, depuis, fut publié sous le titre de The Horse Soldiers: A True Story of Modern War. Il raconte l'insurrection sanglante de la ville afghane Mazâr-e Charîf contre les Talibans, après l'arrivée des troupes américaines sur le territoire. Dans la foulée, la maison de production de Brad Pitt, Plan B, l'embaucha pour écrire une adaptation d'un film hong-kongais Infernal Affairs. Martin Scorsese le réalisa et il sortit sous le titre américain The Departed (en français Les Infiltrés), produit par la Warner Bros.
Le film valut à Monahan deux prix pour le meilleur scénario adapté, l'un de la Writers Guild of America et l'autre de l'Academy des Oscars,,. John Sayles fut finalement choisit pour travailler sur le scénario de Jurassic Park IV, car Monahan devint à cette époque indisponible. En effet, il était pris par son travail sur Kingdom of Heaven, dans la mesure où les aléas du tournage pouvaient nécessiter des modifications de dernière minute,.

### Autour deKingdom of Heaven
Après son travail sur Kingdom of Heaven, Monahan fut embauché pour collaborer une nouvelle fois avec le réalisateur Ridley Scott sur une adaptation d'un roman très violent de Cormac McCarthy qui se passe dans le Western et s'intitule Blood Meridian, pour le compte du producteur Scott Rudin,. Au cours du travail de post-production sur Kingdom of Heaven, Scott fit d'abord un long montage de près de trois heures mais finalement se ravisa à cause des réactions des spectateurs. Ceux qui ont pu voir le premier montage trouvaient le film trop long. Scott finit par s'en convaincre et adopta une autre version qui ne durait plus que 145 minutes.
Peu avant la sortie de Kingdom of Heaven, un mini scandale éclata quand l'écrivain James Reston Jr. déclara que le scénario de Monahan pour le film était un plagiat de son propre livre Warriors of God: Richard the Lionheart and Saladin in the Third Crusade, paru en 2001. Reston affirmait qu'un producteur avait autrefois proposé son livre comme base de travail à Ridley Scott, mais que le projet avait alors tourné court. Il assurait que toute la deuxième partie du scénario de Monahan était basée sur les 105 premières pages de son livre et faisait remarquer que "Kingdom of Heaven" était le titre de son second chapitre,. La 20th Century Fox démentit toutes ses accusations et Monahan, dans un courrier électronique, fit ce commentaire : « Il n'y a pas de violation de droit pour une période. Je me suis familiarisé avec la chute du Royaume latin de Jérusalem depuis une trentaine d'années ». Reston ne fit pas suivre l'affaire et ne fit jamais appel a la justice.
À la même époque, on apprenait que Monahan avait deux projets sérieux pour la Warner Bros.. Il a été choisi pour adapter un roman de Louis Begley, Wartime Lies. Ce scénario, commandé par la Warner Independent Pictures était à l'origine un projet de Stanley Kubrick et portait le nom de Aryan Papers. Un deuxième scénario, sur la vie de Marco Polo, devait être basé sur Livre. Il était alors prévu que le rôle-titre serait attribue à la star montante Matt Damon. Le film serait intitulé The Venetian (Le Vénitien) et aurait pour cadre les découvertes asiatiques de Marco Polo,.
Kingdom of Heaven sortit dans les cinémas en mai 2005. Peter Canavese du journal Groucho Reviews l'a décrit le film comme « au mieux, un compromis confus et, au pire, un obscurcissement ennuyeux de l'histoire ». De son côté, Jeffrey M. Anderson de la revue Combustible Celluloid écrivit que Kingdom « contient dans son cœur une histoire courageuse mais cependant se tient comme un pilier de pierre ». Ridley Scott remarqua plus tard qu'il s'était laissé influencer au moment de couper le film dans la salle de montage et qu'il en avait appris que « l'ennemi est le premier visionnage » parce que ces essais sur le public équivalent à demander à un groupe de personnes inexpérimentées de se faire critiques de cinéma. Kingdom fut réévalué par les critiques quand il sortit en DVD dans sa version longue, dite director's cut. Le film contient 45 minutes de plus et suit davantage le scénario original de William Monahan. Les critiques ont aimé cette nouvelle version du film et James Berardinelli du journal ReelViews fit cette remarque : « Maintenant que la director's cut est disponible, il n'y a aucune raison pour personne de regarder le film d'après le montage castré prévu pour le cinéma ».

### UnOscardu meilleur scénario adapté pourLes Infiltrés
Alors que William Monahan travaillait sur le tournage des Infiltrés, sa femme accoucha d'une petite fille. Il était déjà beau-père du fils de sa femme. Monahan réussit à prendre deux jours de congé pour les passer avec eux. Au moment où le film allait sortir au cinéma, Monahan fut employé par la Warner Bros. pour son projet d'adaptation de Body of Lies, un roman de David Ignatius. Il raconte l'histoire d'un employé de la CIA qui va en Jordanie pour trouver la trace d'un important terroriste. Une fois le scénario achevé, Ridley Scott réalisa le film qui porte le même nom. On a appris que Monahan avait monté sa propre affaire au sein de la Warner Bros., appelée Henceforth, et qu'il avait négocié avec le studio un droit de regard sur les films que produirait son entreprise. En échange de quoi, Monahan et le producteur Quentin Curtis obtinrent de la Warner Bros. les droits de production d'un film basé sur un roman criminel de John Pearson, The Gamblers, Monahan devant l'adapter en scénario,.
Quand Les Infiltrés de Martin Scorsese sortit sur les écrans (en octobre 2006), Monahan reçut de nombreux éloges des critiques et fut félicité pour sa description de la ville de Boston. Monahan avait choisi de ne pas visionner la version hongkongaise de Infernal Affairs, afin de pouvoir créer une interprétation neuve de l'histoire. Il a seulement travaillé à partir du scénario original traduit du chinois. Il s'est servi de ses connaissances personnelles de la manière de parler et d'agir des habitants de Boston, telle qu'il l'avait apprise dans sa jeunesse passée dans les quartiers de la ville. Il a ainsi pu créer des personnages qui, selon The Boston Globe, reflètent spécifiquement l'âme de Boston,.
Les Infiltrés reçurent de nombreux prix des critiques,,. Le Los Angeles Times a rapporté que Monahan aurait embauché un agent pour monter une campagne de promotion pour son scénario pendant la période bousculée des remises de prix, mais c'était une erreur d'interprétation puisque Monahan s'était adressé à une agence publicitaire pour qu'elle traite ses relations avec le studio, et il a poliment refusé la plupart des offres de publicité pendant cette période cruciale, notamment une apparition dans l'émission de Charlie Rose, le célèbre Charlie Rose Show. Il donne rarement des interviews personnelles. Il a été honoré par la US-Ireland Alliance pour son écriture et, finalement, reçut deux prix dans la catégorie du meilleur scénario adapté pour Les Infiltrés. L'un de la prestigieuse Writers Guild of America et l'autre de la non moins prestigieuse Academy of Motion Picture Arts and Sciences qui attribue chaque année les Oscars,. Il fut, après ça, invité à devenir membre de l'Académie. En 2007, il s'est mis à retravailler sur le même thème, sans savoir encore s'il s'agira de raconter une suite (un sequel) ou bien de redonner vie aux personnages dans une période qui précéderait l'histoire du film (un prequel).

### Producteur exécutif et réalisateur
Après avoir gagné l'Oscar du meilleur scénario adapté en 2006 pour Les Infiltrés, Monahan fut embauché pour travailler sur deux projets de films : une adaptation de Confession of Pain et un film original sur thème du Rock and Roll, intitulé The Long Play. Monahan signa pour être producteur exécutif et pour écrire l'adaptation du film hongkongais Confession of Pain pour la Warner Bros. Le film, intitulé Nothing in the World, serait sa deuxième adaptation d'un film de Media Asia Films et réalisé par Andrew Lau et Alan Mak, avec pour scénariste Felix Chong,,. L'autre projet de Monahan était de réécrire un scénario sur l'histoire du rock 'n' roll, intitulé The Long Play. Les premiers bouts de scénarios ont, en effet, été écrits par Rich Cohen, du magazine Rolling Stone. Celui-ci avait commencé, à la demande de Mick Jagger et de Martin Scorsese, mais il avait été ensuite remplacé par Matthew Weiss,,.
En 2007, les droits cinématographiques du roman de Robert Graves, I, Claudius ont expiré et, en conséquence, ils revinrent sur le marché, à la garde des simples droits d'auteur. La presse annonça d'abord que Monahan pourrait s'investir dans un projet concernant ce livre, mais en réalité ce fut un autre écrivain qui fut contacté,,.
Dans les semaines qui ont suivi la fin de la grève des scénaristes (à cheval entre 2007 et 2008), on a appris que Monahan avait été embauché par la Warner Bros. pour adapter un film d'action sud-coréen de 2008, The Chaser. Peu après, il fut rapporté que Monahan était entré en pourparlers avec GK Films, la société de production de Graham King, l'un des producteurs du film Les Infiltrés, qui avaient embauché William Monahan en 2007, pour écrire une adaptation cinématographique sur le thème de la série britannique Hors de contrôle. Selon les termes de son contrat, Monahan a été mis à contribution pour l'écriture d'un scénario consacré à un trafiquant de drogue nommé Jim Keene, et basé sur l'article de Hillel Levin dans le magazine Playboy, "The Strange Redemption of James Keene" ("L'étrange rachat de James Keene"),. Il est dit aussi que Monahan a acheté, en association avec le producteur Quentin Curtis, les droits pour London Boulevard, le roman de Ken Bruen. Le Daily Mail souligne que, alors que le roman London Boulevard contient en lui du Sunset Boulevard, le scénario de Monahan "contient davantage d'échos du film Performance". Monahan doit réaliser ce film à Londres et dans ses environs, dans le courant de l'été 2009,.
Mensonges d'État est sorti au cinéma en octobre 2008 et reçut un accueil mitigé des critiques et des spectateurs,. Après la sortie du film, on a entendu dire que Tribeca Productions, en partenariat avec Media Rights Capital, allait produire un épisode-pilote écrit par Monahan pour une série dramatique qui aurait pour cadre la ville de New York, et qui devrait être diffusé à l'automne 2009, par la chaîne de télévision CBS. En 2009, on a appris que Monahan réaliserait une adaptation des mémoires du voleur Myles Connor, The Art of the Heist, et qu'il écrirait aussi une adaptation de The Associate, un roman de John Grisham, pour la Paramount Pictures. On a appris, par la suite, que Graham King et Monahan vont produire un film historique basé sur un vieux scénario de Monahan intitulé The Essex. Racontant l'histoire du Capitaine David Porter et son commandement d'une frégate américaine, le fameux USS Essex, à travers ses audacieuses batailles navales contre les Anglais, pendant la Guerre de 1812.

## Sa démarche d'écriture
« L'aptitude essentielle d'un scénariste au travail est que vous devez avoir une certaine dose de créativité et de conceptualisation. Votre neuvième idée doit être aussi bonne voire meilleure que la première, et cela au moment où beaucoup d'autres personnes disjoncteraient. Vous devez rester à votre meilleur niveau et avoir une maîtrise absolue du texte et un brillant avocat pour défendre vos intentions personnelles quelles que soient les influences qui atteignent le film ou de quelque direction qu'elles viennent. Vous le faites en ayant les meilleures idées dans la pièce. Si vous ne les avez pas, vous serez remplacé. Cela n'a rien de personnel. »[réf. nécessaire]
Monahan préfère que les scénarios soient écrits par un seul auteur et n'adhère pas au modèle de collaboration entre plusieurs scénaristes pour la mise en place d'une trame.  Son intérêt pour le cinéma a commencé très jeune, mais il a reconnu qu'il ne se sentait pas poussé vers l'industrie du cinéma parce qu'il croyait, à tort, que la méthode collaborative était systématiquement utilisée pour créer les scénarios. Néanmoins, au milieu de la trentaine, il arriva à Hollywood pour adapter son premier roman pour le cinéma et il a compris plus tard que si vous produisez un travail exceptionnel, vous pouvez "coller à votre propre modèle de travail, au lieu de se confiner dans les attentes de l'industrie", cependant, il a reconnu que l'écrivain a besoin d'avoir le soutien d'un puissant réalisateur qui protègera sa vision de l'histoire,. Dès lors, il a généralement été le seul auteur de ses scénarios, excepté pour Jurassic Park IV, qui a été repris par John Sayles et réécrit quand Monahan a dû lâcher le projet pour se consacrer à Kingdom of Heaven.

## Filmographie

### Scénariste
- 2005 : Kingdom of Heaven de Ridley Scott
- 2006 : Les Infiltrés (The Departed) de Martin Scorsese, Prix Edgar-Allan-Poe du meilleur scénario
- 2008 : Mensonges d'État (Body of Lies) de Ridley Scott
- 2009 : Hors de contrôle (Edge of Darkness) de Martin Campbell[76]
- 2010 : London Boulevard de William Monahan[77]
- 2013 : Oblivion de Joseph Kosinski
- 2013 : Sin City : J'ai tué pour elle (Sin City: A Dame to Kill For) de Frank Miller et Robert Rodriguez
- 2014 : The Gambler de Rupert Wyatt
- 2021 : The Tender Bar de George Clooney
- 2022 : Marlowe de Neil Jordan

Scénarios attendant d'être produits[réf. nécessaire]
- Light House (2000; adaptation de son roman satirique Light House: A Trifle)
- Mazar e Sharif (adaptation d'un livre de Doug Stanton, The Horse Soldiers: A True Story of Modern War)
- Blood Meridian (adaptation du livre Blood Meridian de Cormac McCarthy)
- Wartime Lies (adaptation du livre Wartime Lies de Louis Begley)
- The Venetian[37]
- Nothing in the World (adaptation d'un film d'action de Hong Kong Confession of Pain)
- Jurassic Park IV (genèse de scenario)
- The Essex

Scénarios au statut inconnu / projets éventuels[réf. nécessaire]
- The Long Play (réécriture)
- Untitled Jim Keene Project (adaptation d'un article paru dans Playboy, sur le trafiquant de drogue Jim Keene[65],[78])
- The Chaser (adaptation d'un thriller Sud Coreen The Chaser)[65],[79]
- The Associate

### Réalisateur
- 2010 : London Boulevard
- 2015 : Mojave